# 库帕拉克
库帕拉克是巴西米纳斯吉拉斯州的一个市镇。总面积227.03平方公里，总人口4404人，人口密度19.4人/平方公里。